# Německé volby do říšského sněmu 1933 (listopad)
Volby v Německu 1933 konané 12. listopadu 1933 byly prvními nesvobodnými volbami do říšského směnu po převzetí moci nacisty. Ve volbách nemohla kandidovat žádná opoziční strana. Hlas NSDAP odevzdalo přes 92 % voličů, proti bylo celkem 3,3 milionů voličů. Volby se konaly ve stejný den jako referendum o vystoupení Německa ze Společnosti národů, které dopadlo velice podobně.

## Předcházející události

### Cesta k moci
Na konci ledna 1933 byl Hitler jmenován německým kancléřem a okamžitě požádal prezidenta Hindenburga o vypsaní nových voleb. Volební kampaň se nesla v duchu politického teroru vedeného proti komunistům a sociální demokratům. Dne 27. února 1933 vyhořela budova Říšského sněmu, z čehož byli obviněni komunisté. Nacisté celou událost využili jako záminku k pozatýkání vůdců Komunistické strany, a tak ve vězení skončilo přes 4 tisíce jejích členů včetně vůdce strany Ernsta Thälmanna. V březnových volbách vyhráli s přehledem nacisté 43,9 %, ale nezískali většinu ve sněmu. Hitler složil vládu s nacionalisty z DNVP a měl pro vládnutí pohodlnou většinu 340 poslanců z 566. Mandáty komunistických poslanců byly po březnových volbách anulovány. Pro schválení zmocňovacího zákona, a tedy k přístupu k neomezené moci v Německu, potřeboval Hitler 2/3 všech hlasů. Jako klíčová se ukázala dohoda nacistů s katolickým Centrem, které slíbilo podpořit návrh výměnou za schválení Říšského konkordátu. Hlasování o zmocňovacím zákoně proběhlo 23. března 1933 a bylo schváleno 444 ku 94. Proti se postavili pouze poslanci sociální demokracie.

### Před volbami
Období po volbách bylo ve stínu pronásledování odpůrců národního socialismu. Poslední zasedání říšského směnu proběhlo 17. května 1933 a následně byl rozpuštěn. Komunistická strana byla eliminována již v únoru 1933, sociálnědemokratická strana zakázána 22. června 1933 a ostatní strany včetně Centra se samy postupně rozpustily. Dne 14. července 1933 byl schválen zákon zakazující zakládání nových politických stran, a tak se NSDAP stala jedinou legální politickou stranou.
Ekonomicky se v roce 1933 Německu začalo dařit, hlavně díky končící hospodářské krizi. Rostla výroba, snižovala se nezaměstnanost, což mělo za následek velkou popularitu vlády. V zahraniční politice již nacisté tak úspěšní nebyli. Nacistické Německou bylo z velké části politicky izolováno. Na Ženevské konferenci o odzbrojení navrhli Britové pokračování kontroly německé armády místo Němci očekávaného vojenského zrovnoprávnění. Hitler na protest přerušil jednání a oznámil vystoupení ze Společnosti národů (SN). Tento čin se setkal v Německu s velice pozitivní odezvou, a to ve všech společenských vrstvách.

## Volební kampaň
Vystoupení ze Společnosti národů mělo posvětit referendum, které se konalo ve stejný den jako volby do říšského sněmu. Nacisté ho naplánovali na první neděli po 11. listopadu, tedy jeden den od 15. výročí konce první světové války. Při samotných volbách byla pouze jedna kandidátka, kterou tvořili z většiny členové NSDAP a nacistům naklonění nestraníci. Aby volby budily dojem plurality, tak na kandidátce figurovalo několik bývalých členů Centra, nacionalistů a lidovců.
Nacisté použili všech dostupných prostředků propagandy k získání souhlasu. Strana šla do voleb s heslem: S Hitlerem proti šílenství zbraní a získala podporu od mnoha známých osobností. Celé to začalo tzv. Slibem nejvěrnější věrnosti od 88 spisovatelů z Německé akademie poezie 26. října 1933, kteří podpořili vystoupení ze SN. Následně 11. listopadu požádal o souhlas i prezident Hindenburg v rádiovém vysílání. Podpory se nacisté dočkali od světoznámého chirurga Ferdinanda Sauerbrucha, filozofa Martina Heideggera či nositele Nobelovy ceny za literaturu Gerharta Hauptmanna. Špičky průmyslu a obchodu stejně jako církev se taktéž postavily za Hitlera.

### Průběh voleb
Jednotný hlasovací lístek měl na sobě deset kandidátů. Sedm z NSDAP (Adolf Hitler, Rudolf Heß, Wilhelm Frick, Hermann Göring, Joseph Goebbels, Ernst Röhm a Walther Darré a tři nestraníky (Franz von Papen původně z Centra a Alfred Hugenberg a Franz Seldte oba původně z nacionalistické DNVP). Mezi kandidáty na 661 křesel ve sněmu bylo 639 nacistů a 22 nestraníků. Mezi kandidáty nebyl ani jeden Žid či žena. Ačkoliv volby byly tajné, tak o volbách demokratických nemohla být řeč. Ve volebních místnostech byly vlajky se svastikou a Hitlerovy portréty. Jednotky SA byly přítomny při hlasování a kontrolovaly volební seznamy. Potenciální nevoliče následně doprovodily do volební místnosti. Mnoho voličů ze strachu z nedodržení volebního tajemství raději volilo podle přání režimu.  

## Výsledky
Podle historiků nedocházelo ve volbách k systematickým volebním podvodům, tak odrážejí skutečný souhlas obyvatel s nacistickou vládou. Nacisté celkově získali 92,1 % hlasů. Nejsilněji se postavili proti bývalé bašty komunistů, tj. velká města s početným dělnictvem. Nejméně obdržela NSDAP v Altoně 77,4 %, v Hamburku  78,1 %, Berlíně 78,6 %, Brémách 79,6 % a v Lipsku 79,8 %. Celkem bylo proti 3,3 miliónu hlasujících.
Referendum o vystoupení Německa ze Společnosti národů dopadlo pro nacisty ještě lépe než volby do sněmu. Pro vystoupení bylo 95,1 % hlasujících a volební účast byla dokonce o procento vyšší než u voleb. Odmítnutí Versailleské smlouvy bylo mezi Němci velice populární a přímo se dotýkalo traumatu po prohrané první světové válce a nespravidlivém uspořádání Evropy po ní. Nejsilnější pozice pro opuštění byla ve Východním Prusku s 97,3 % a nejméně hlasovali pro vystoupení lidé v Hamburku 83,9 %.   
| Politická strana                                      | Procento hlasů | Procento hlasů |
| ----------------------------------------------------- | -------------- | -------------- |
| Národně socialistická německá dělnická strana (NSDAP) | 92,1%          | 39 655 288     |
| Neplatné hlasy                                        | 7,8%           | 3 352 289      |
| Celkem                                                | 100,0%         | 43 007 577     |

## Galerie

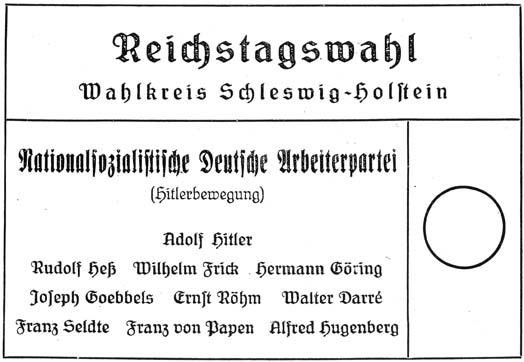
Hlasovací lístek
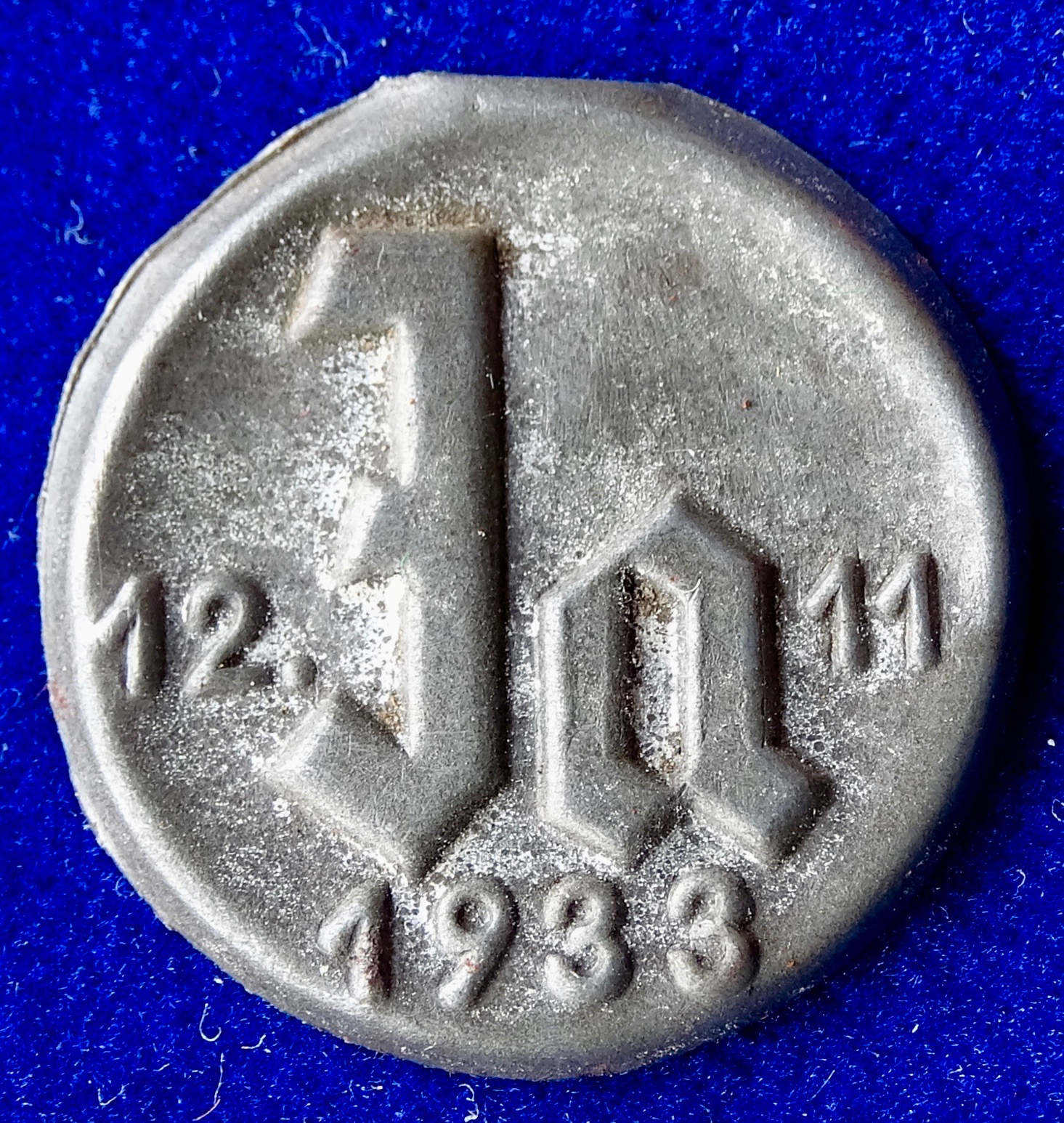
Nacistický odznak k příležitosti voleb
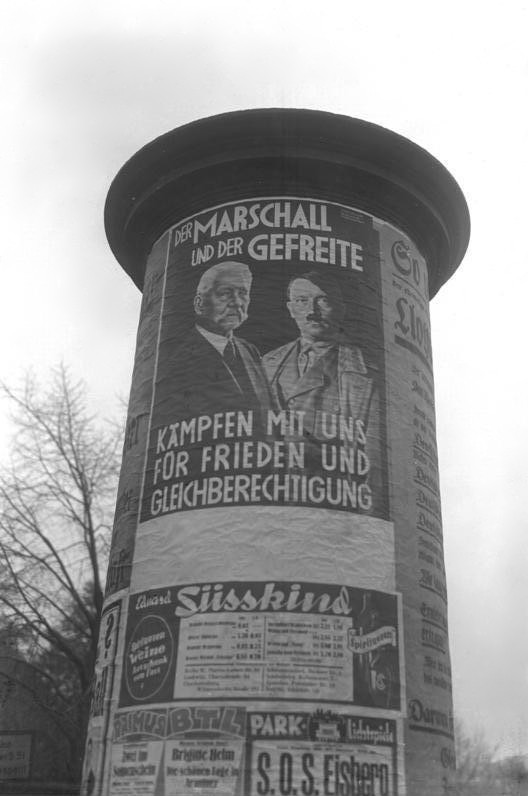
Volební plakát